# Список археологических памятников Барнаула
Археологические находки свидетельствуют о том, что первые поселения на территории современного Барнаула появились ещё в Каменном веке. На территории города сохранилось 63 археологических памятника. Это городища, курганы, стоянки и поселения человека с древнейших времён до Средних веков, большинство из которых расположены на левом берегу реки Оби — в Нагорной части Барнаула, в посёлках Мохнатушка, Казённая Заимка, Гоньба и Научный Городок

## Археологические памятники на землях Барнаула
| Наименование                     | Тип памятника       | Местонахождение | Датировка               | Категория охраны* |
| Берёзовка-1                      | курганная группа    | в 2 км к северо-западу от пос. Берёзовка                                                                                     | эпоха железа            | М                 |
| Берёзовка-2                      | курганная группа    | в 2,5 км к северо-западу от пос. Берёзовка                                                                                   | эпоха железа            | М                 |
| Абакша-1                         | городище            | в 1 км к северу от бывшего пос. Абакша, на мысу, образованном восточным склоном большого лога и поймой Оби                   | Средние века            | М                 |
| Абакша-2                         | стоянка             | на территории бывшего пос. Абакша                                                                                            | эпоха железа            | М                 |
| Извековка-1                      | поселение           | берег Оби на месте бывшей деревни Извековка                                                                                  | эпоха железа            | М                 |
| Извековка-2                      | поселение           | на месте бывшей деревни Извековка в 1 км от берега Оби                                                                       | эпоха железа            | М                 |
| Страшный Яр-3                    | поселение           | в 4 км к западу от кладбища пос. Научный Городок на мысу оврага Страшный Яр                                                  | ранний железный век     | М                 |
| Страшный Яр-2                    | поселение           | мыс на истоке лога Страшный Яр в 3,7 км к юго-западу от кладбища пос. Научный Городок                                        | ранний железный век     | М                 |
| Логовская Гора-5 (Страшный Яр-1) | поселение           | на берегу Оби в 5,3 км западнее пос. Научный Городок                                                                         | ранний железный век     | М                 |
| Логовская Гора-4                 | поселение           | на берегу Оби в 4 км западнее пос. Научный Городок                                                                           | эпоха железа            | М                 |
| Логовская Гора-3                 | поселение           | на берегу Оби в 3 км западнее пос. Научный Городок                                                                           | эпоха железа            | М                 |
| Логовская Гора-2                 | поселение           | на берегу Оби в 2,5 км западнее пос. Научный Городок                                                                         | эпоха бронзы            | М                 |
| Логовская Гора-1                 | поселение           | на берегу Оби в 2 км западнее пос. Научный Городок                                                                           | эпоха железа            | М                 |
| Научный Городок-3                | курганная группа    | на поле в 4 км к западу от пос. Научный Городок                                                                              | эпоха железа            | М                 |
| Научный Городок-2                | поселение           | в 1 км к северо-западу от автостанции пос. Научный Городок                                                                   | ранний железный век     | М                 |
| Научный Городок-1                | поселение           | вдоль берега Оби, на северной окраине пос. Научный Городок, в 0,8 км к северо-востоку от автостанции                         | эпоха железа            | М                 |
| Гоньба-1                         | поселение           | западная окраина пос. Гоньба в устье Ляпихи на её левом берегу                                                               | ранний железный век     | М                 |
| Гоньба-2                         | курганная группа    | 1,5 км западнее пос. Гоньба на поле у кромки левого берега Оби                                                               | эпоха железа            | М                 |
| Гоньба-3                         | поселение           | берег Оби в 2 км ниже по течению от пос. Гоньба                                                                              | эпоха бронзы            | М                 |
| Гоньба-4                         | одиночный курган    | берег Оби в 0,3 км ниже устья Ляпихи                                                                                         | ранний железный век     | —                 |
| Гоньба-5                         | могильник           | берег Оби в 2,3 км к северо-западу от кладбища пос. Гоньба                                                                   | ранний бронзовый век    | М                 |
| Ляпиха-1                         | поселение           | западная окраина пос. Гоньба на левом берегу Ляпихи в 1 км от её устья                                                       | ранний железный век     | М                 |
| Ляпиха-2                         | поселение           | западная окраина пос. Гоньба на мысу правого берега Ляпихи в 1,3 км от её устья                                              | ранний железный век     | М                 |
| Ляпиха-3                         | поселение           | западная окраина пос. Гоньба на мысу левого берега Ляпихи в 1,4 км от её устья                                               | ранний железный век     | М                 |
| Ляпиха-4                         | поселение           | левый берег Ляпихи немного ниже трассы Барнаул — Научный Городок                                                             | ранний железный век     | —                 |
| Ляпиха-5                         | поселение           | левый берег Ляпихи, 2,6 км от устья, в 2,1 км от кладбища пос. Гоньба и в 0,6 км к юго-западу от дамбы                       | эпоха бронзы            | М                 |
| Землянуха                        | поселение           | правый берег Землянухи в 0,2-0,3 км ниже дамбы                                                                               | ранний железный век     | М                 |
| Заречье                          | грунтовый могильник | пос. Заречье в устье Землянухи                                                                                               | эпоха бронзы            | М                 |
| Казённая Заимка                  | поселение           | западная окраина пос. Казённая Заимка                                                                                        | эпоха бронзы            | Ф                 |
| Казённая Заимка-1                | курганная группа    | 1 км к востоку от пос. Казённая Заимка                                                                                       | ранний железный век     | М                 |
| Казённая Заимка-2                | курганная группа    | в 0,5 к западу от грунтовой дороги в глиняный карьер и пос. Казённая Заимка                                                  | эпоха железа            | М                 |
| Казённая Заимка-3                | одиночный курган    | на поле у края оврага к северу от места ответвления с шоссе Барнаул - Научный Городок в глиняный карьер пос. Казённая Заимка | эпоха железа            | М                 |
| Казённая Заимка-4                | курганная группа    | вдоль берега Оби между курганной группой Казённая Заимка-1 и Подтуринским могильником                                        | ранний железный век     | —                 |
| Казённая Заимка-4А               | поселение           | 3,7 км трассы Барнаул - Научный Городок                                                                                      | ранний железный век     | М                 |
| Казённая Заимка-5                | поселение           | район дамбы пруда «Пионерское озеро» на правом берегу ручья                                                                  | ранний железный век     | М                 |
| Развилка                         | одиночный курган    | в 0,1 км к юго-западу от развилки трассы Барнаул - Научный Городок и «хрущевского тракта»                                    | эпоха железа            | М                 |
| Подтуринский                     | могильник           | район Повелягинского взвоза на Туриной Горе                                                                                  | эпоха бронзы            | Ф                 |
| Турина Гора-1                    | поселение           | берег Оби над ул. Зелёной западнее мясокомбината, между Повелягинским и Воробьевым логами                                    | эпоха бронзы и железа   | М                 |
| Турина Гора-2                    | поселение           | берег Оби над ул. Зелёной западнее мясокомбината на западном склоне Повелягинского лога                                      | ранний железный век     | М                 |
| Казачий взвоз                    | курганный могильник | берег Оби в районе Казачьего взвоза на территории бывшего комбината «Химволокно»                                             | Средние века            | М                 |
| пос. Рыбацкий                    | могильник           | территория бывшего комбината «Химволокно»                                                                                    | ранний железный век     | М                 |
| Большой Гляден                   | могильник           | в районе Кожзавода на территории пос. Восточный                                                                              | эпоха железа            | М                 |
| ул. Депутатская                  | могильник           | на берегу Оби вдоль ул. Депутатской                                                                                          | эпоха бронзы            | М                 |
| Ковш                             | стоянка             | берег Оби вдоль ул. Промышленной выше элеватора, в районе барнаульского Ковша                                                | эпоха камня             | М                 |
| ул. Песчаная                     | случайная находка   | на пересечении с проспектом Ленина около магазина «Смена»                                                                    | ранний железный век     | —                 |
| Власиха                          | стоянка             | юго-западная окраина пос. Власиха, в конце улицы Шаховской, на берегу р. Власиха                                             | эпоха камня             | М                 |
| пер. Щетинкина                   | случайная находка   | на отмелях Барнаулки | Средние века            | —                 |
| ул. Береговая                    | поселение           | на берегу Оби вдоль ул. Береговой в Нагорной части Барнаула                                                                  | ранний железный век     | М                 |
| ул. Поселковая                   | грунтовый могильник | на берегу Оби вдоль ул. Поселковой в Нагорной части Барнаула                                                                 | ранний бронзовый век    | М                 |
| ул. Поселковая                   | грунтовый могильник | на берегу Оби вдоль ул. Поселковой в Нагорной части Барнаула                                                                 | ранний железный век     | М                 |
| Ерестное                         | случайная находка   | на южном конце острова, напротив устья лога, идущего через пос. Ерестное                                                     | эпоха камня             | —                 |
| Ерестное                         | случайная находка   | на берегу Оби в районе пос. Ерестное                                                                                         | поздний бронзовый век   | —                 |
| Ерестное                         | стоянка/могильник   | кромка берега Оби в районе пос. Ерестное, ближе к Кордону                                                                    | эпоха бронзы или железа | М                 |
| Кордон                           | могильник           | на берегу Оби в районе садоводства «Энергетик» рядом с участком №378                                                         | ранний железный век     | М                 |
| Цветы Алтая-1                    | поселение           | терраса около дебаркадера «Садовод» в садоводстве «Цветы Алтая»                                                              | ранний железный век     | М                 |
| Цветы Алтая-2                    | могильник           | на площади поселения «Цветы Алтая»                                                                                           | не определено           | М                 |
| Крутой Лог-1                     | поселение           | на берегу Оби в районе садоводства «Южный-2»                                                                                 | ранний железный век     | М                 |
| Крутой Лог-2                     | могильник           | на берегу Оби в районе садоводства «Южный-2», в южной части поселения Крутой Лог-1                                           | эпоха железа            | М                 |
| Бельмесёво-1                     | поселение           | на берегу Оби в 1,7 км севернее пос. Бельмесёво                                                                              | ранний железный век     | М                 |
| Бельмесёво-2                     | поселение           | на берегу Оби в 1,4 км севернее пос. Бельмесёво                                                                              | ранний железный век     | М                 |
| Пологое-1                        | поселение           | в 2 км южнее пос. Бельмесёво                                                                                                 | ранний железный век     | —                 |
| Мохнатушка-1                     | стоянка             | в 0,5 км к юго-западу от пос. Мохнатушка                                                                                     | эпоха камня             | М                 |
| Мохнатушка                       | случайная находка   | юго-западная окраина пос. Мохнатушка                                                                                         | эпоха бронзы            | —                 |

- Примечания категорий охраны: М — местная, Ф — федеральная.